# 7757 Kameya
7757 Kameya este un asteroid din centura principală de asteroizi.

## Descriere
7757 Kameya este un asteroid din centura principală de asteroizi. A fost descoperit pe 22 mai 1990 la Observatorul Palomar de Eleanor Francis Helin. Asteroidul prezintă o orbită caracterizată de o semiaxă mare de 2,29 ua, o excentricitate de 0,25 și o înclinație de 23,1° în raport cu ecliptica.